# مانباخ
مانباخ (به آلمانی: Mannebach) یک شهر در آلمان است که در تریر-زاربورگ واقع شده‌است. مانباخ ۳۷۵ نفر جمعیت دارد.